# Pheia
Pheia este un gen de insecte lepidoptere din familia Arctiidae.

## Specii[1]
- Pheia admirabilis
- Pheia albisigna
- Pheia attenuata
- Pheia beebei
- Pheia bisigna
- Pheia cingla
- Pheia costalis
- Pheia daphaena
- Pheia discophora
- Pheia dosithea
- Pheia drucei
- Pheia elegans
- Pheia flavicincta
- Pheia flavilateralis
- Pheia fuscicorpus
- Pheia gaudens
- Pheia haemapera
- Pheia haemapleura
- Pheia haematosticta
- Pheia insignis
- Pheia lateralis
- Pheia marginata
- Pheia mathona
- Pheia nanata
- Pheia plebecula
- Pheia proteria
- Pheia pseudelegans
- Pheia pyrama
- Pheia regesta
- Pheia sandix
- Pheia serpensis
- Pheia simillima
- Pheia sperans
- Pheia taperinhae
- Pheia utica
- Pheia xanthozona